# Фауністика
Фаунíстика — один з основних напрямів зоогеографічних досліджень, який включає вивчення таксономічного складу фауни конкретного регіону.
Інколи фауністику вважають розділом зоогеографії, або навіть її синонімом, розділом зоології та окремою галуззю біології. Ймовірно, ці розбіжності є суто формальними, і суть фауністики як вивчення локальної фауни лишається незмінною. Вона являє собою перший, базисний етап дослідження географічного поширення тварин. Цей етап полягає у реєстрації таксонів на обраній території, описі, систематизації та первинному аналізі зібраної інформації.
Наступні етапи — вивчення впливу на дану фауну факторів середовища, її зміни у часі. Перехід до цих етапів можливий лише тоді, коли фауніст досліджує регіон, що має досить велике розмаїття природних умов і — завдяки цьому — неабияке таксономічне розмаїття його мешканців. Межі такого регіону визначають (хоч і не завжди чітко) природно-географічні умови. Тож неправомірно казати про фауну якогось озерця, балки або регіону, обмеженого суто адміністративними кордонами. Складання фауністичних списків для таких територій теж потрібні й корисні, але вони не дають можливості для наукових узагальнень щодо ареалу, екології видів, взаємодії з фаунами інших територій і т. ін..

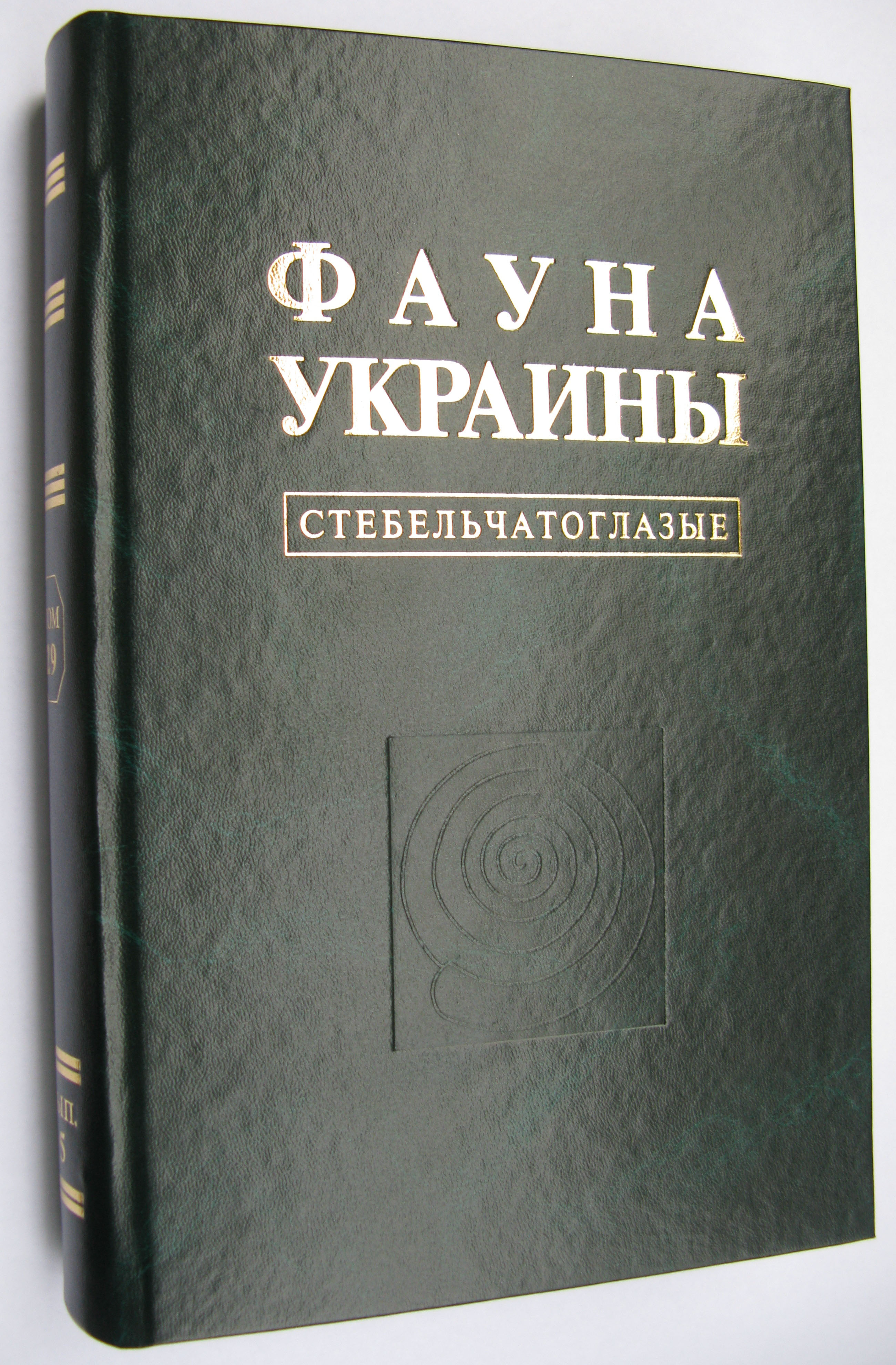
Один з випусків 40-томної серії монографій «Фауна України»

Реалізація фауністичних проектів вимагає чималих витрат коштів, часу, зусиль і наявності фахівців по численних групах тварин. Усе це створює суттєві складнощі для таких робіт. З огляду на це, фауністи часто обмежуються вивченням поширення окремих таксонів — орнітофауни, іхтіофауни, мірмекофауни, малакофауни тощо. Підсумком таких робіт можуть стають ґрунтовні монографії, на кшталт.
Фауністика має неабияке науково-теоретичне й суто практичне значення. Вона, зокрема, дозволяє виявити рідкісні уразливі види (приміром, ендеміків та реліктів); види, що реально або потенційно важливі для господарства. На підставі фауністичних досліджень можливі прогнози щодо змін у локальних фаунах. За висловом М. О. Мензбіра, зоогеографія дозволяє «намалювати картину розподілу тварин у часі та просторі». Фауністика є наріжним каменем цієї важливої роботи.